# کنیسه بویس مارکز

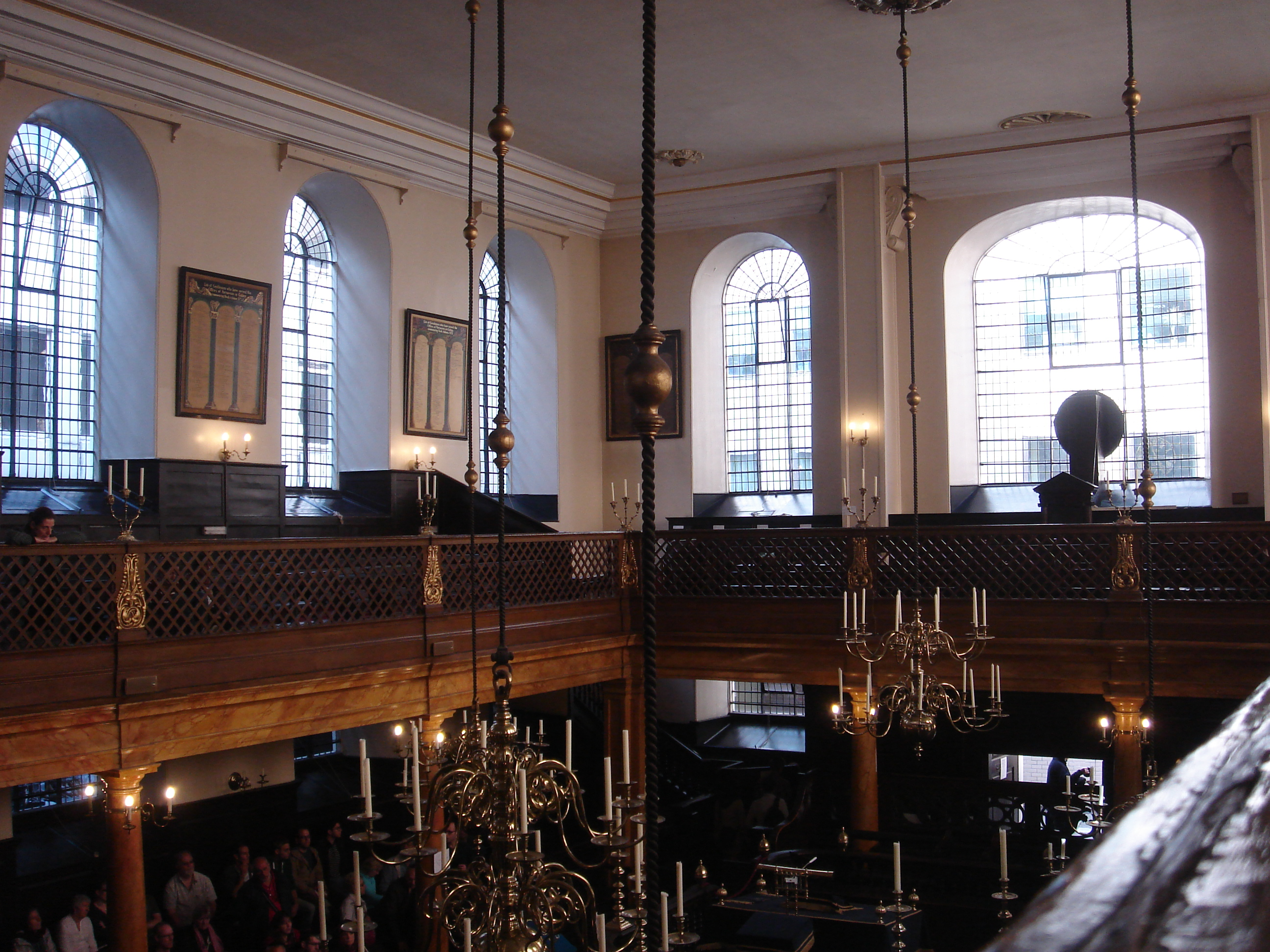
داخل کنیسه، ۲۰۱۱

کنیسه بویس مارکز (عبری: קהל קדוש שער השמים) یک کنیسه یهودیت ارتدکس در شهر لندن است.
این کنیسه که در سال ۱۷۰۱ میلادی ساخته شده در خیابان بویس مارکز قرار دارد، کنیسه بویس مارکز تنها کنیسه اروپا است که به بیش از ۳۰۰ سال به صورت مداوم فعال بوده است.

## نگارخانه

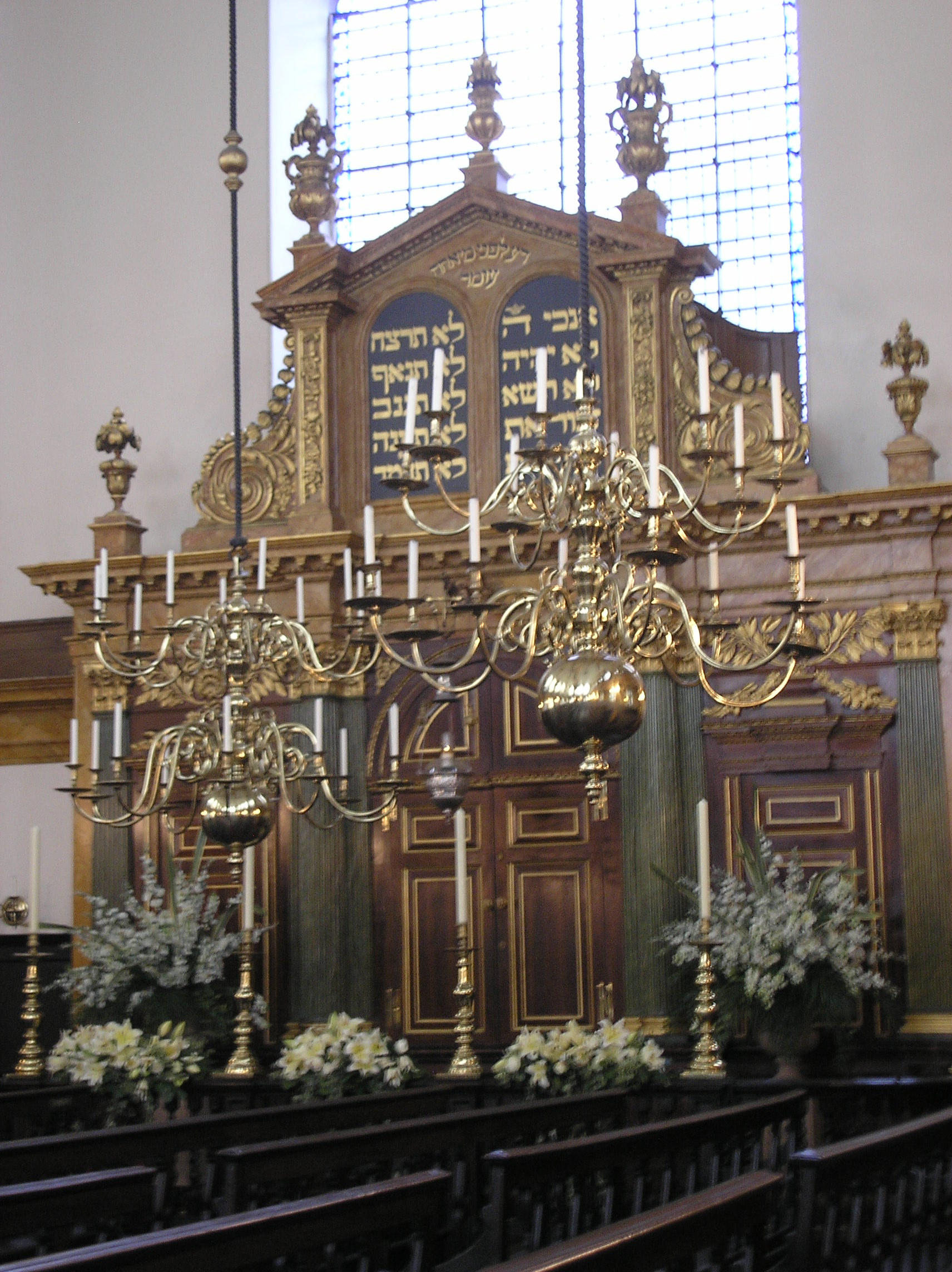
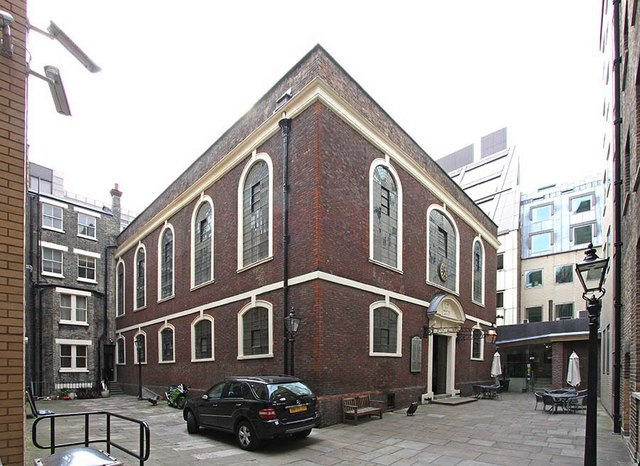